# Championnats d'Europe de karaté 1977
Les championnats d'Europe de karaté 1977 sont des championnats internationaux de karaté qui ont eu lieu à Paris, capitale de la France, en 1977. Cette édition a été la douzième des championnats d'Europe de karaté seniors organisés par la Fédération européenne de karaté chaque année depuis 1966. Un total de 279 athlètes provenant de dix-sept pays y ont participé.

## Résultats

### Épreuves individuelles
| Rang | Pays   | Karatéka        |
| ---- | ------ | --------------- |
| 1    | France | Laurent Saïdane |
| 2    | ?      | ?               |
| 3    | ?      | ?               |

| Rang | Pays                 | Karatéka |
| ---- | -------------------- | -------- |
| 1    | Allemagne de l'Ouest | Voss     |
| 2    | ?                    | ?        |
| 3    | ?                    | ?        |

| Rang | Pays    | Karatéka        |
| ---- | ------- | --------------- |
| 1    | Espagne | Martinez        |
| 2    | France  | Christian Gauze |
| 3    | ?       | ?               |

| Rang | Pays        | Karatéka      |
| ---- | ----------- | ------------- |
| 1    | Royaume-Uni | Stan Knighton |
| 2    | ?           | ?             |
| 3    | ?           | ?             |

| Rang | Pays   | Karatéka      |
| ---- | ------ | ------------- |
| 1    | France | Pierre Montel |
| 2    | ?      | ?             |
| 3    | ?      | ?             |

| Rang | Pays     | Karatéka        |
| ---- | -------- | --------------- |
| 1    | Pays-Bas | Ludwig Kotzebue |
| 2    | ?        | ?               |
| 3    | ?        | ?               |

### Épreuve par équipe
| Rang | Pays        |
| ---- | ----------- |
| 1    | Royaume-Uni |
| 2    | ?           |
| 3    | ?           |